# Cyclotronfrequentie
In een magneetveld B beschrijft een deeltje met lading e en massa m door de lorentzkracht een helix. Geprojecteerd op een vlak loodrecht op het {\displaystyle B}-veld is het een cirkel met straal r.
De frequentie {\displaystyle \omega _{c}=2\pi f_{c}} waarmee de cirkel doorlopen wordt heet cyclotronfrequentie en r de Larmorstraal (vernoemd naar Joseph Larmor). 
Als {\displaystyle v_{\perp }} de component van de snelheid van het deeltje loodrecht op het {\displaystyle B}-veld is, dan volgt uit {\displaystyle v_{\perp }=\omega _{c}r} en het evenwicht van de middelpuntvliedende kracht {\displaystyle mv_{\perp }^{2}/r} met de Lorentzkracht {\displaystyle ev_{\perp }B} dat
{\displaystyle \omega _{c}={\frac {eB}{m}}}
De naam cyclotronfrequentie is ontleend aan de cyclotron deeltjesversneller.